# Acelerômetro

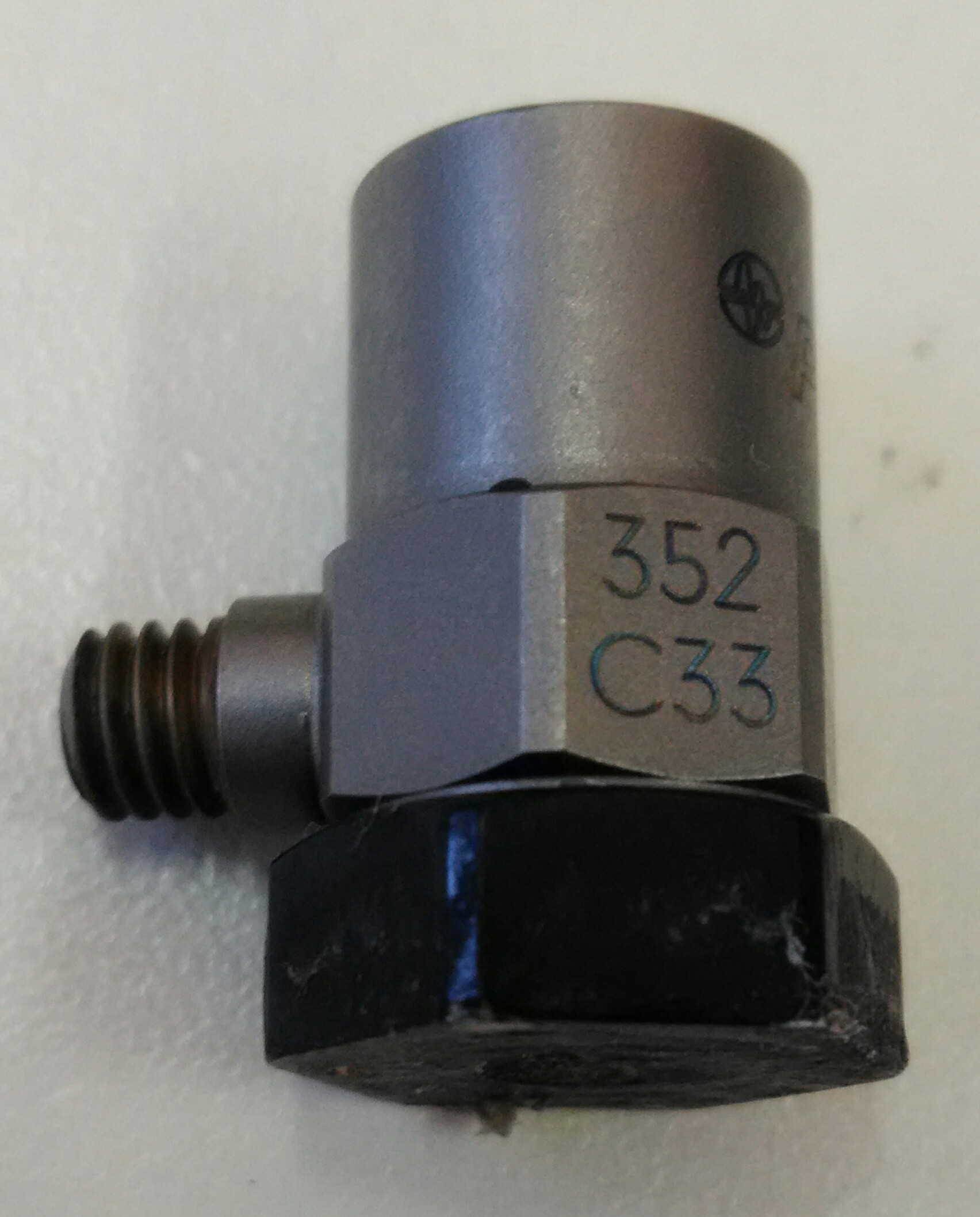
Acelerômetro piezoelétrico uniaxial, fabricado pela PCB.

O acelerômetro (português brasileiro) ou acelerómetro (português europeu) é um dispositivo usado para medir a aceleração própria de um sistema. O conceito de aceleração própria surgiu em 1915 com os trabalhos de Albert Einstein sobre a Teoria da Relatividade Geral. A aceleração própria de um sistema é medida em relação a outro sistema em queda livre, de modo que esta está atrelada à sua sensação de peso. Portanto, um acelerômetro em repouso sobre a superfície da Terra indicará uma aceleração g (9,81 m/s²) para cima, pois, em relação a um objeto em queda livre, o acelerômetro está acelerado a 9,81 m/s² para cima. Por outro lado, quando em queda livre, seja na Terra ou na Lua, um acelerômetro indicará aceleração nula, embora a aceleração de coordenadas (isto é, a aceleração em seu sentido convencional), seja bastante diferente em cada um dos casos.
Esses dispositivos são largamente aplicados na indústria e na ciência. Eles são usados para detectar e monitorar vibrações em sistemas mecânicos, tais como mancais de elementos rotativos, caixas de engrenagem e componentes estruturais em geral. No setor da saúde, são usados para caracterizar a inclinação de membros e para medir a transmissibilidade de vibrações de máquinas e ferramentas para o corpo humano. Acelerômetros altamente sensíveis são usados como componentes de sistemas de navegação de aeronaves e mísseis. Em alguns aparelhos eletrônicos portáteis, como tablets e smartphones, acelerômetros são usados de maneira a manter as imagens exibidas na tela sempre na posição vertical. Eles são, ainda, utilizados em drones para estabilização de voo.
Acelerômetros são dispositivos que podem funcionar a partir de diversos efeitos físicos, com destaque para os piezoelétricos, os piezoresistivos, os capacitivos e os MEMS. Eles, de modo geral, fornecem uma saída que é proporcional à aceleração a ser medida. Os acelerômetros são encontrados em diversos tamanhos, massas, sensibilidade, eixos de medição e faixas de amplitude e frequência, de maneira a atender aos diversos requisitos de aplicação.

## Parâmetros de desempenho
A escolha do acelerômetro deve ser feita com cautela, de modo que ele atenda aos requisitos de uma aplicação específica. Ao decidir o tipo de acelerômetro a ser utilizado em determinada aplicação, várias características devem ser consideradas. Algumas delas são descritas a seguir.

### Intervalo de medida
A amplitude máxima da aceleração a ser medida é um fator essencial na escolha do acelerômetro. Medições fora do alcance do sensor podem distorcer sua resposta. Os acelerômetros de propósito geral costumam ser lineares até 5000 g a 10000 g. Alguns acelerômetros especiais podem medir até 100000 g. Evidentemente, o intervalo dinâmico do acelerômetro deve ser maior do que o intervalo de amplitude previsto para o sistema.

### Sensibilidade
Acelerômetros, tipicamente, convertem energia mecânica em um sinal elétrico mensurável. Geralmente a saída é expressa em milivolts, de modo que a sensibilidade é dada em mV por g. Os acelerômetros são oferecidos em uma ampla gama de sensibilidades e a sensibilidade ideal depende do nível do sinal a ser medido. Na prática, para sinais de baixa amplitude, constuma-se usar dispositivos de alta sensibilidade. Para sinais de grande amplitude, constuma-se usar acelerômetros de sensibilidade menor. A sensibilidade pode, ainda, variar com a frequência da aceleração a ser medida.

### Sensibilidade transversal
Durante as condições de operação, frequentemente os acelerômetros são sujeitos a vibrações transversais. A sensibilidade transversal, também conhecida como sensibilidade de eixo cruzado, representa a resposta do acelerômetro a acelerações em direções perpendiculares ao seu eixo principal. Ela é usualmente expressa em percentagem da sensibilidade do eixo principal. Deseja-se que ela seja tão baixa quanto for possível, de modo a garantir uma grande exatidão nas medidas. Comumente, esta sensibilidade não é única, mas varia conforme a direção considerada. A direção cuja sensibilidade transversal é mínima geralmente é fornecida pelo fabricante, de modo que, durante as aplicações, se disponha o acelerômetro em uma orientação tal que o eixo de menor sensibilidade transversal coincida com a direção de máxima vibração transversal. As sensibilidades de eixo cruzado dos acelerômetros comerciais tipicamente encontrados variam entre 2% a 3% para os piezoelétricos e menos de 1% para a maioria dos outros.

### Intervalo de frequência
As medições de aceleração normalmente são limitas à porção linear da curva de resposta. A resposta é limitada tanto para baixas frequências quanto para altas. Como regra geral, o limite de frequência superior deve ser ajustado como um terço da frequência ressonante do acelerômetro (ou dois terços, em aplicações onde uma linearidade inferior pode ser aceitável). O limite inferior normalmente está relacionado com o ruído elétrico proveniente dos cabos de ligação. Evidentemente, o intervalo de frequência do acelerômetro deve se enquadrar dentro do intervalo previsto de operação do sistema.

### Número de eixos
Uma consideração importante é o número de eixos a serem medidos. Os acelerômetros estão disponíveis em versões que variam de unixais a triaxiais. Estes últimos, usualmente, têm aplicação limitada em virtude do alto custo. Uma abordagem alternativa para se fazer uma medição de três eixos é montar três acelerômetros uniaxiais de forma que seus eixos de maior sensibilidade se disponham em três direções mutuamente ortogonais.

### Massa
A massa do acelerômetro é um fator crítico em sua seleção. Ela deve ser consideravelmente menor do que a massa do sistema a ser monitorado, de modo que o acoplamento do acelerômetro ao sistema não interfira significativamente em sua resposta dinâmica. Como regra geral, a massa do acelerômetro não deve exceder 10% da massa do sistema a ser avaliado. A massa é um fator de grande influência do preço destes dispostivos; usualmente, dispositivos mais leves tendem a apresentar altos custos.

### Condições ambientais
A maior parte dos acelerômetros de uso comercial pode ser usado em ambientes relativamente severos, devido à sua construção robusta. No entanto, em condições ambientais críticas, determinados cuidados devem ser tomados, principalmente no que tange à temperatura máxima de operação, à exposição a elementos químicos agressivos e à umidade. Sob condições de temperaturas elevadas, os chamados acelerômetros de modo de carga devem ser utilizados. Como eles não contêm circuitos eletrônicos internos, a temperatura de operação é limitada apenas pelo elemento de detecção e pelos materiais usados na construção. Uma maior proteção contra oxidação e elementos químicos agressivos pode ser obtida pela escolha de acelerômetros construídos com aço inoxidável. As especificações de umidade são definidas pelo tipo de selagem do acelerômetro. Alguns tipos comuns de selagem são a hermética, epóxi e ambiental. A maior parte dessas selagens pode suportar altos níveis de umidade, mas a selagem hermética é recomendada para imersão em fluidos ou longa exposição a umidade excessiva. Os dados das condições permitidas de uso normalmente são fornecidos pelos fabricantes.

## Tipos de acelerômetros
Há inúmeros tipos de acelerômetros que usam diferentes tipos de efeitos para medir a aceleração. Entre eles os principais são:

### Piezoelétrico
Os acelerômetros piezoelétricos são amplamente utilizados para medições de aceleração, choque e vibração de propósito geral. Este tipo de dispositivo lança mão do efeito piezoelétrico, sendo formados, basicamente, por uma massa (denominada massa sísmica) que é posta em contato direto com o componente piezoelétrico. Quando um movimento acelerado é aplicado ao acelerômetro, o cristal piezoelétrico experimenta uma força (de acordo com a Segunda Lei de Newton, F = ma), fazendo com que nele se desenvolva uma carga elétrica proporcional à aceleração. Este sinal elétrico é, a seguir, correlacionado à aceleração.
Dois cristais piezoelétricos comumente utilizados neste tipo de acelerômetro são o titanato zirconato de chumbo, ou PZT, e o quartzo. A constante de tensão piezoelétrica do PZT é cerca de 150 vezes a do quartzo, de modo que os primeiros são muito mais sensíveis e de menor tamanho do que os segundos.
A combinação de altas constantes de rigidez e baixas massas inerciais para os componentes piezoelétricos faz com que estes dispositivos tenham frequências naturais muito altas. São, portanto, adequados para aplicações de alta frequência e medições de choque (na prática, são usados em intervalos de cerca de 1 Hz a 30 kHz). Além disso, eles bastante leves (com massas da ordem de até 1 g), robustos e possuem saídas estáveis com o tempo e o ambiente.

### Piezoresistivo
Os acelerômetros piezoresistivos são, essencialmente, strain gauges semicondutores que apresentam grandes fatores de gauge. Em geral, eles são implementados com dois (configuração meia ponte de Wheatstone) ou quatro strain gauges semicondutores (configuração ponte completa de Wheatstone).
Diferentemente dos piezoelétricos, estes acelerômetros são bastante adequados para medições de baixa frequência (por exemplo, abaixo de 1 Hz). Eles podem, ainda, ser usados na caracterização de sistemas estáticos para, por exemplo, indicação de inclinação (casos onde a aceleração é constante).
Usualmente, eles são menos robustos do que os acelerômetros piezoelétricos, trabalhando em até cerca de 25 g de amplitude e 2000 g de choque. Em algumas aplicações, são necessários sistemas de proteção contra sobrecargas mecânicas. Características típicas dos acelerômetros piezoresistivos são faixa de frequência de 0 a 750 Hz, com frequência natural de cerca de 2500 Hz, faixa de temperatura de 0 a 95 ºC e massa de cerca de 25 g.

### Capacitivo
Os acelerômetros de capacitância variável, ou simplesmente capacitivos, são baseados no princípio da mudança de capacitância em resposta a uma aceleração aplicada. Eles são formados por uma massa sísmica, que movimenta-se em resposta à aceleração aplicada. O capacitor é formado por uma placa unida à estrutura do acelerômetro e, portanto, estacionária em relação a este, e outra ligada à massa sísmica. A capacitância deste capacitor, que é função da distância entre as placas, varia conforme movimenta-se a massa sísmica.
Estes dispositivos estão disponíveis em diferentes formas e tamanhos, com intervalos de medida variando de 0,2 g a 1000 g, sensibilidade de eixo cruzado inferior a 1%, massa da ordem de 50 g e intervalo de frequência de até cerca de 3000 Hz. Assim como os acelerômetros piezoresistivos, eles são aptos a realizar medições de sistemas estáticos.

### MEMS
Os sistemas MEMS, ou sistemas microeletromecânicos, constituem os dispositivos fabricados com técnicas de fabricação microeletrônicas, que permitem a criação de estruturas mecânicas de tamanho microscópico feitas, tipicamente, de silício. Quando acoplados com circuitos microeletrônicos, podem-se construir acelerômetros MEMS. Mais comumente, estes são de dois tipos já discutidos: os de capacitância variável e os piezoresistivos. Os acelerômetros MEMS de capacitância variável são dispositivos de grande sensibilidade, mas pequeno intervalo de medida. Eles costumam ser usados em aplicações de monitoramento estrutural e para medições de sistemas estáticos (aqueles com aceleração constante). Já os acelerômetros MEMS piezoresistivos são dispositivos de maior intervalo de medida, porém com relativa baixa sensibilidade. Seu uso é comum em aplicações de choque e explosões.

### Acelerômetro de Efeito Hall
Neste dispositivo, a aceleração move uma fita, que está conduzindo corrente elétrica, por um campo magnético não uniforme. Assim, quanto maior for o deslocamento, maior será o campo magnético, portanto maior será a diferença de potencial transversal à corrente, devido ao efeito Hall.

### Magnetoresistivo
O caso de um acelerômetro magnetoresistivo, a aceleração causa um deslocamento em uma massa de material magnético, e na parte fixa do dispositivo tem materiais que alteram sua resistência com a presença de um campo magnético.

### Acelerômetro de transferência de calor
Uma forma de montar um acelerômetro de fluxo de calor é fazer uma fonte de calor como massa de prova e colocar termoresistores em posições opostas. Assim, uma aceleração altera a posição da fonte de calor e consequentemente muda-se a resistência de cada termoresistor.
Outra forma faz uso da variação do fluxo de calor em um meio convectivo quando acelerado. Uma fonte de calor é colocada igualmente espaçada entre termoresistores. Quando o sensor é acelerado, o fluxo convectivo não é mais simétrico, gerando uma diferença de temperatura e consequentemente de resistência nos termoresistores.

### Redes de Bragg em fibras ópticas
São acelerômetros que usam redes de Bragg em fibras ópticas para medir a aceleração. As redes de Bragg em fibras ópticas são fibras ópticas com regiões de variação periódicas do índice de refração. Elas têm a propriedade de transmitir diversos comprimentos de onda e refletir em um comprimento de onda bem determinado. Portanto, ela funciona como um filtro de comprimento de onda. Ao sofrer uma deformação, a densidade da fibra óptica é alterada, consequentemente o índice de refração, e finalmente o comprimento de onda filtrado.
De modo simplificado, neste dispositivo, há uma viga com uma ponta presa a uma base, e, na outra ponta, há uma massa de prova presa. Sobre a viga é colada uma a rede de Bragg em fibra óptica. Quando a massa é acelerada, a viga e essas fibras sofrem uma tensão que as esticam. Assim, altera-se o comprimento de onda refletido pela fibra óptica.
Esses dispositivos são frequentemente usados para detecção de atividades sísmicas devido a sua altíssima sensibilidade aliada a um baixo ruído. Um terremoto típico tem frequências da ordem de 0,1 a 1 Hz e acelerações da ordem de 0,1 g. Portanto, é necessário um detector que trabalhe na mesma faixa, de frequência e consiga diferenciar acelerações tão baixas. Neste tipo de acelerômetro, consegue-se trabalhar na mesma faixa, com sensibilidades de variação no comprimento de onda na faixa de 90 a 600 pm/g.

## Aplicações
Os acelerômetros encontram diversas aplicações, nas mais variadas áreas. Algumas, bastante comuns, são descritas a seguir.

### Análise Preditiva por Vibrações
Na indústria, os acelerômetros são frequentemente utilizados para o monitoramento da saúde estrutural de componentes de máquinas, como rolamentos de elementos rotativos, turbinas, compressores, bombas, ventiladores, entre outros. Esta análise se baseia no princípio de que cada máquina possui uma assinatura espectral específica, que é baseada nas frequências características de seus componentes. O monitoramento desta assinatura ao longo do tempo fornece informações sobre eventuais mudanças na integridade dos componentes da máquina, de modo a possibilitar a previsão de possíveis falhas.

### Monitoramento Sísmico
Acelerômetros de alta sensibilidade podem ser usados como sismógrafos, no monitoramento de terremotos e de microflutuações sísmicas. Eles costumam ser instalados próximos a zonas sísmicas, geralmente localizadas nas bordas de duas placas tectônicas. Para otimizar a chance de detecção de um terremoto, os acelerômetros geralmente são instalados a uma distância constante um do outro, de tal forma que consigam confirmar que determinada perturbação se trata, de fato, de um terremoto.

### Aplicações Médicas
Acelerômetros são frequentemente utilizados no estudo da cinemática articular dos tornozelos, pulsos, joelhos e quadris, na análise das diferenças de desempenho locomotor entre atletas e não atletas, na medição de impactos em treinamentos físicos e esportes como futebol americano e tênis e no monitoramento de caminhadas, com a medição de assimetrias angulares nos pacientes durante este tipo de exercício.

### Dispositivos Eletrônicos
Acelerômetros estão cada vez mais incorporados em dispositivos eletrônicos portáteis. Um uso comum é na determinação da orientação dos dispositivos, para que as telas exibam imagens sempre na posição vertical. Outro uso bastante difundido é como um sensor de queda. Nestes casos, os acelerômetros são usados para detectar quando um dispositivo está caindo e fazer com que as cabeças de gravação do HD travem em posição, evitando que dados sejam perdidos no eventual impacto com o chão.

### Outras Aplicações
Acelerômetros são usados, ainda, em diversas outras aplicações, dentre as quais pode-se citar:
- Balanceamento de máquinas
- Biomecânica
- Monitoramento de vibrações de edifícios e construções civis
- Teste de durabilidade de componentes
- Teste de impacto
- Testes de vibrações de fundações
- Análise modal
- Análise de isolamento de vibrações
- Ruído estrutural

## Eletrônica associada

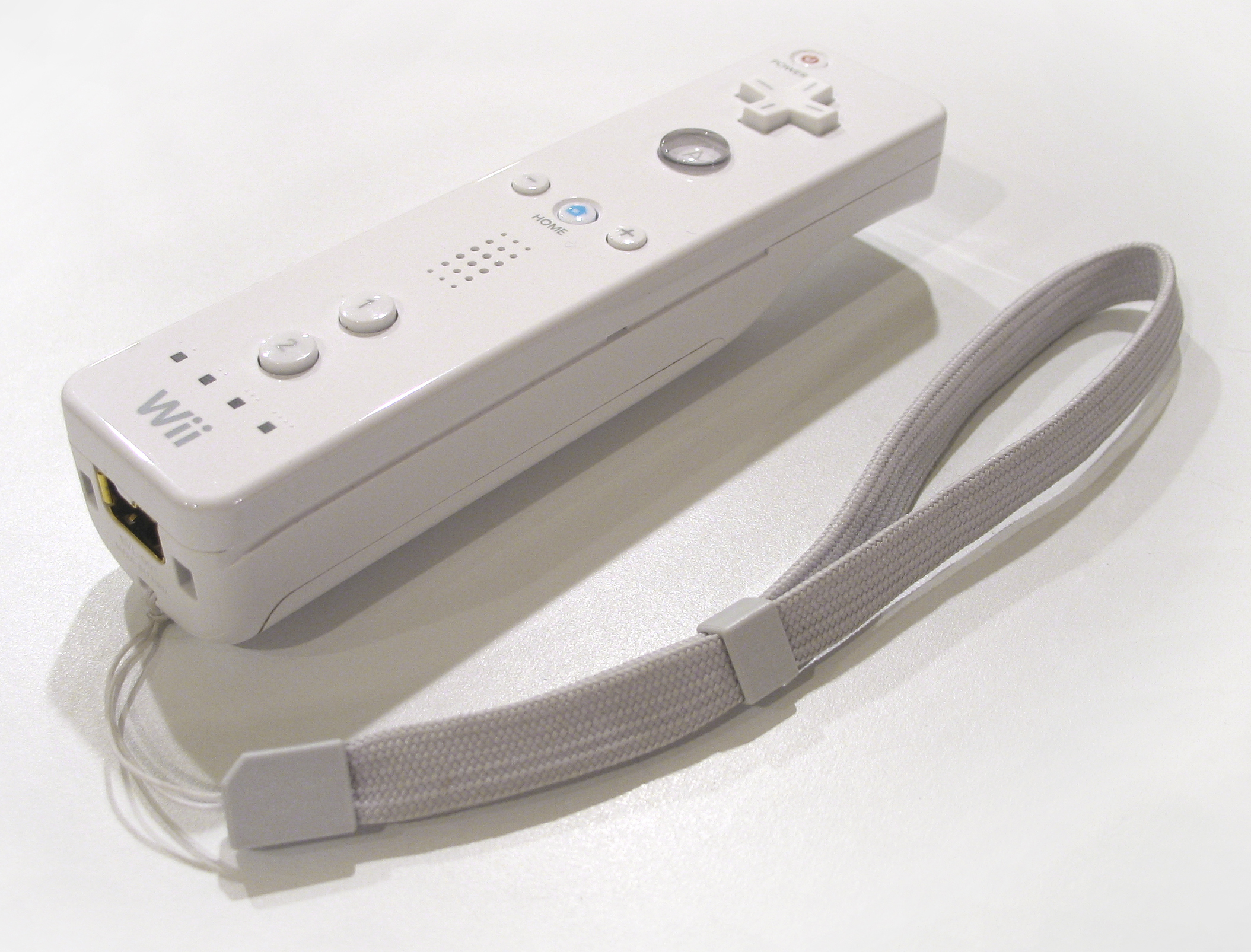
O Wii Remote.

Os acelerômetros são dispositivos que têm alguma propriedade variando em função da aceleração. Em geral, um dispositivo que mede a aceleração tendo uma mudança do sinal baseado em algum dos princípios físicos deve fazer uma conversão do sinal alterado para o sinal que será enviado ao resto do circuito. Por exemplo:um circuito lógico digital que tem  um acelerômetro capacitivo deve transformar a variação de capacitância em um sinal de tensão para ser interpretado pelo resto do circuito. Por isso, é usual a presença de algum conversor de sinal.
O sinal convertido do acelerômetro muitas vezes não é suficiente para ser passado ao resto do circuito e portanto deve passar por um amplificador.
Outro elemento comum nesses dispositivos são os filtros de frequência. Muitas vezes é necessário filtrar o sinal do dispositivo para uma determinada frequência de interesse, ou a frequência em que se sabe a resposta do acelerômetro.
Além desses elementos, em dispositivos digitais é possível alterar a faixa de frequência em que ele opera, trocando de filtro. São comuns nesses dispositivos, memórias, geradores de clock, e circuitos de roteamento de clock.
Muitos acelerômetros são usados para desligar aparelhos quando estão em queda, por isso se colocam circuitos lógicos que, quando identificam sinal zero em todos eixos do acelerômetro por um determinado período de tempo, emitem um comando para desligar o aparelho, ou registrar os dados em alguma memória antes do aparelho se destruir.